# Johann Christian Lucius
Johann Christian Lucius (* 9. März 1728 in Frankfurt am Main; † 12. September 1785 ebenda) war ein Politiker der Reichsstadt Frankfurt.
Lucius war der Sohn des Juristen Johann Jacob Lucius (* 13. Januar 1692 in Schlitz; † 6. Februar 1762) und dessen Ehefrau Anna Margarete geborene Riese (getauft am 8. Mai 1704 in Frankfurt am Main, begraben am 2. August 1778 ebenda). Er heiratete Rosina Catharina geborene Firnhaber (1733–1802), die Tochter des Oberpfarrers und Superintendent in Wertheim, Friedrich Jacob Firnhaber. Aus der Ehe gingen der Sohn Johann Jacob Lucius und die Tochter Johanna Christiana hervor.
Johann Christian Lucius studierte ab 1746 in Marburg und seit 1749 in Göttingen Rechtswissenschaften und legte 1757 an der Universität Gießen das Lizentiat ab. Im gleichen Jahr wurde er Advokat in Frankfurt am Main.
Von 1771 bis 1779 war er als Senator, danach als Schöff Mitglied im Rat der Reichsstadt Frankfurt. 1776 und 1779 war er Jüngerer Bürgermeister. Am 2. April 1759 wurde er in das bürgerliche Kolleg der 51er gewählt.